# قرار مجلس الأمن التابع للأمم المتحدة رقم 2115
قرار مجلس الأمن التابع للأمم المتحدة رقم 2115، المتخذ بالإجماع في 29 أغسطس 2013م.

## روابط خارجية
- نص القرار في undocs.org